# Alvin and the Chipmunks: Chipwrecked
Alvin and the Chipmunks: Chipwrecked is een Amerikaanse live-action/CGI komedie uit 2011 van Mike Mitchell. De film is een vervolg van de in 2009 uitgebrachte film Alvin and the Chipmunks: The Squeakquel. In 2015 kwam er een vervolg onder de naam Alvin and the Chipmunks: The Road Chip.

## Verhaal
De Chipmunks en de Chipettes maken een cruise maar zetten al snel de boel op stelten. Na een schipbreuk belanden ze op een tropisch eiland. Het eiland is echter niet zo verlaten als in eerste instantie gedacht, want een andere schipbreukeling leeft er al een tijdje. Deze schipbreukeling bezit tevens dezelfde talenten als de Chipmunks waardoor ze alsnog het beste kunnen maken van de penibele situatie.

## Rolverdeling
| Acteur              | Personage | Opmerkingen |
| ------------------- | --------- | ----------- |
| Jason Lee           | Dave      |             |
| David Cross         | Ian       |             |
| Jenny Slate         | Zoe       |             |
| Justin Long         | Alvin     | stem        |
| Matthew Gray Gubler | Simon     | stem        |
| Jesse McCartney     | Theodore  | stem        |
| Amy Poehler         | Eleanor   | stem        |
| Anna Faris          | Jeanette  | stem        |
| Christina Applegate | Brittany  | stem        |
| Alan Tudyk          | Simone    | stem        |